# Pentaphylax
Pentaphylax, monotipski rod drveća ili grmova (4 do 10 metara visine) iz porodice Pentaphylacaceae. Jedina je vrsta P. euryoides koja raste po Kini, Malaji, Vijetnamu, Sumatri i Hainanu.

## Sinonimi
- Pentaphylax arborea Ridl.
- Pentaphylax malayana Ridl.
- Pentaphylax racemosa Merr. & Chun
- Pentaphylax spicata Merr.